# 安井国穂
安井 国穂（やすい くにほ、1961年 - ）は、日本の脚本家。松竹シナリオ研究所出身。テレビ東京「月曜女のサスペンス」でデビュー